# Battaglia di Goa
La battaglia di Goa fu uno scontro militare tra la Repubblica delle Sette Province Unite e la marina dell'impero portoghese. Gli olandesi tentarono di bloccare il porto e conquistare la città di Goa, in India. Nel 1638, le forze comandate dal viceré dell'India portoghese, dom Pedro da Silva e poi da António Teles de Meneses, batterono la flotta olandese (maggiore di numero) al porto di Goa, sconfiggendo duramente l'ammiraglio Adam Westerwolt.
L'anno successivo, il 1639, l'ammiraglio olandese Cornelis Simonsz van der Veere tornò a Goa per un nuovo raid al suo porto.

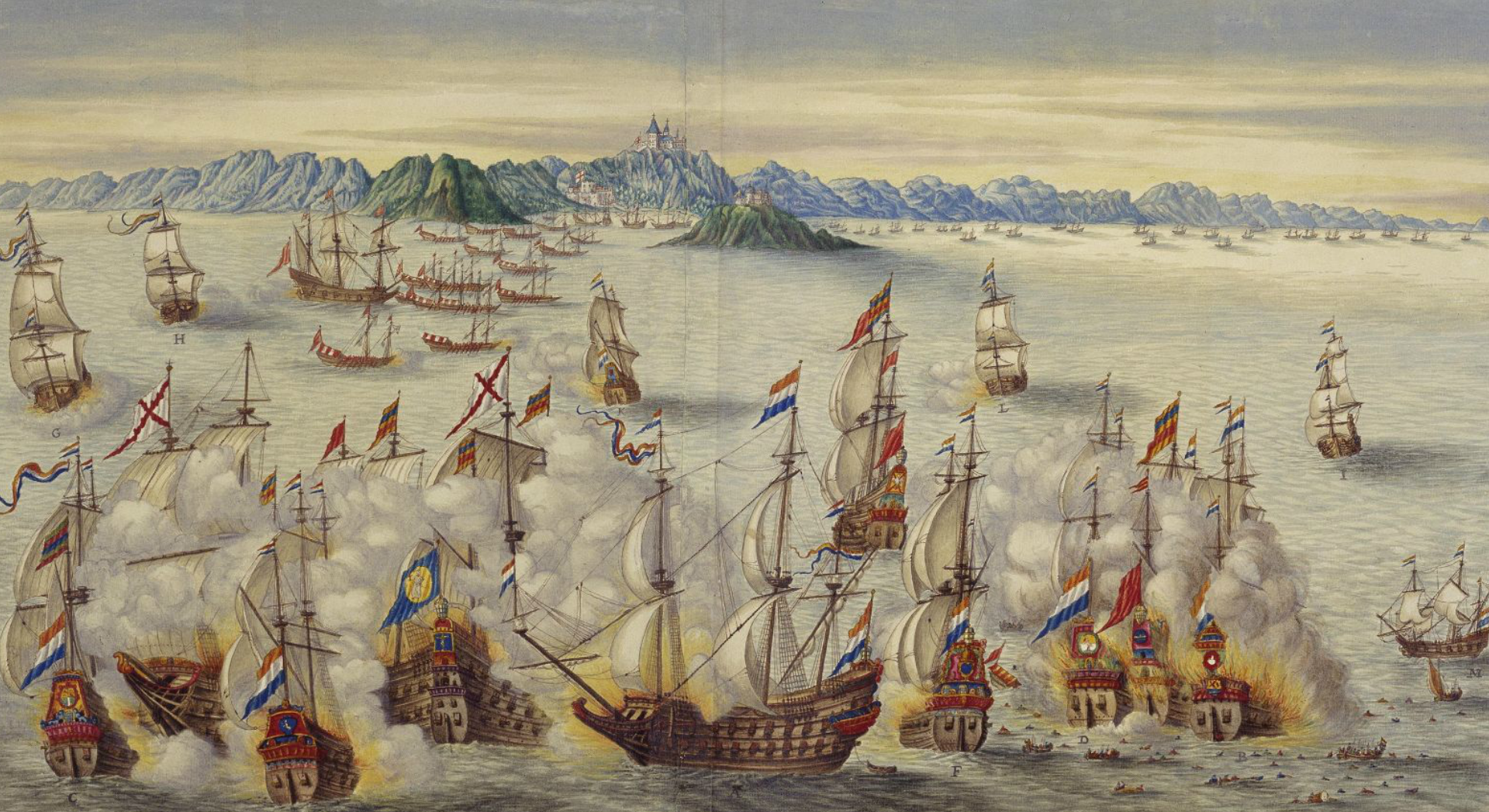
Battaglia al largo di Goa tra navi olandesi e portoghesi nel 1638